# Шаванн, Паскалин
Паскалин Шаванн (фр. Pascaline Chavanne) — французская художница по костюмам.

## Биография и карьера
Паскалина Шаванн дебютировала в кино как художница по костюмам в конце 1990-х годов. Принимала участие в создании костюмов для фильмов таких режиссёров как Франсуа Озон, Ив Анжело, Жак Дуайон, Жоаким Лафосс, Анн Фонтен, Эммануэль Берко, Андре Тешине, Рошди Зем и других.
За свои работы Шаванн 7 раз была номинирована на получение французской национальной кинопремии «Сезар», получив эту награду в 2014 году за лучший дизайн костюмов к фильму «Ренуар. Последняя любовь» режиссёра Жиля Бурдо.
В 2016 году Паскалина Шаванн была отмечена бельгийской национальной кинопремией «Магритт» за лучший дизайн костюмов для фильма Жоанна Сфара «Дама в очках и с ружьем в автомобиле».

## Фильмография
Художница по костюмам
- 1997 Конец ночи / La fin de la nuit  к/м
- 1999 Криминальные любовники / 'Les amants criminels
- 1999 Капли дождя на раскаленных скалах / Gouttes d’eau sur pierres brûlantes
- 2000 Под песком / Sous le sable
- 2000 Париж — Довиль / Paris-Deauville  т / ф
- 2001 Детская игра / Un jeu d’enfants
- 2001 Папина дочка / La fille de son père
- 2001 Голубая улица, 17 / 17 rue Bleue
- 2001 8 женщин / 8 femmes
- 2002 Идол / 'L’idole
- 2002 Знаки страсти / Petites coupures
- 2002 Бассейн / Swimming Pool
- 2003 Натали ... / Nathalie
- 2004 Судья и убийца / Je suis un assassin
- 2005 5x2 / 5x2
- 2005 Время прощания / Le Temps qui reste
- 2005 Перст любви / L’annulaire
- 2005 Прежде чем забыть / Avant l’oubli
- 2005 Живой самолет / L’avion
- 2005 Серые души / Les âmes grises
- 2006 Жан-Филипп / Jean-Philippe
- 2006 Прелюдия / Un lever de rideau к/м
- 2007 Ангел / Angel
- 2008 Девушка и волки / La jeune fille et les loups
- 2009 Рики / Ricky
- 2009 Замкнутый круг / Le premier cercle
- 2009 Восстала / L’insurgée
- 2009 Приют / Le refuge… по костюмам
- 2010 Генсбур. Любовь хулигана / Gainsbourg (Vie héroïque)
- 2010 Отчаянная домохозяйка / Potiche
- 2011 Управление государством / L’exercice de l'État
- 2011 Любимые / Les bien-aimés
- 2011 Экспат / Erased
- 2012 Августина / Augustine
- 2012 Ренуар. Последняя любовь / Renoir
- 2012 В доме / Dans la maison
- 2013 По сигареты / Elle s’en va
- 2013 Молодая и прекрасная / Jeune & jolie
- 2013 Обещание / A Promise
- 2014 Мужчина, которого слишком сильно любили / L’homme qu’on aimait trop
- 2014 Джемма Бовари / Gemma Bovery
- 2014 Метаморфозы / Métamorphoses
- 2014 Новая подружка / Une nouvelle amie
- 2015 Молодая кровь